# Tomás de Rementería Durand
Juan Tomás Eguzki de Rementería Durand (Viña del Mar, 3 de junio de 1948) es un empresario y político chileno exmilitante del Partido por la Democracia (PPD), siendo uno de los fundadores de este partido. En los periodos 2004-2016, 2021-2024 se desempeñó como concejal de la comuna de Viña del Mar.

## Biografía
Originario de Viña del Mar, fue uno de los fundadores del PPD junto a Ricardo Lagos. En 1996 postuló a concejal por la Ciudad Jardín, pero por el Partido Socialista, aunque no resultó elegido. Volvió a postular en el año 2004 y ya de vuelta en el PPD, fue reelecto en 2008 y 2012.
Durante el año 2008 junto a los concejales Víctor Andaur (PCCh) y Roberto Muñoz (PS) presentó una acusación contra la entonces alcaldesa de Viña del Mar, Virginia Reginato, por notable abandono de deberes y faltas a la probidad ante el informe de Contraloría. Pese a esto lograron presentar la acusación contra la edil, la cual tiempo después fue desestimada.
Desde 1981 es dueño del restaurant Cap Ducal ubicado en la Avenida La Marina. En el año 2014 fue internado por una hemorragia cerebral, por lo que estuvo hospitalizado en la Clínica Reñaca.[cita requerida]
En el año 2021, posterior a las elecciones, renunció a su militancia en el PPD y hasta la fecha ejerce su rol de concejal como independiente. En 2024, dio por terminada su participación en el Concejo Municipal, dedicándose de lleno a sus empresas: Hotel y Restaurant Cap Ducal y La Cava del Cap Ducal, una viña ubicada en el Valle de Casablanca.

## Historial electoral

### Elecciones municipales de 1996
Elecciones municipales de 1996, Viña del Mar
| Candidato                  | Pacto                                         | Partido | Votos  | %     | Resultado |
| -------------------------- | --------------------------------------------- | ------- | ------ | ----- | --------- |
| Rodrigo González Torres    | Concertación por la Democracia                | PPD     | 25 609 | 19,40 | Alcalde   |
| Luis Parot Donoso          | Unión Por Chile                               | UDI     | 23 779 | 18,01 | Concejal  |
| Jorge Santibáñez Ceardi    | Unión Por Chile                               | RN      | 19 324 | 14,64 | Concejal  |
| Jorge Kaplán Meyer         | Concertación por la Democracia                | PRSD    | 9956   | 7,54  | Concejal  |
| Juan Soto Vergara          | La Izquierda                                  | PCCh    | 9860   | 7,47  | Concejal  |
| Juan Arriagada Arens       | Concertación por la Democracia                | PDC     | 8522   | 6,46  | Concejal  |
| Tomás de Rementería Durand | Concertación por la Democracia                | PS      | 5819   | 4,41  |           |
| Lázaro Parraguez Valencia  | Independientes Progresistas por Centro Centro | ILB     | 4250   | 3,23  |           |
| Virginia Reginato Bozzo    | Unión Por Chile                               | UDI     | 3265   | 2,47  | Concejal  |
| Juan Luis Trejo Canessa    | Concertación por la Democracia                | PRSD    | 3084   | 2,34  | Concejal  |
| Ivonne Betbeder Aguilar    | Unión Por Chile                               | RN      | 2806   | 2,13  | Concejal  |
| Felicindo Tapia Tassara    | Concertación por la Democracia                | PPD     | 369    | 0,28  | Concejal  |

### Elecciones municipales de 2004
Elecciones municipales de 2004, elección de concejales 2004 (Viña del Mar)
| Candidato                            | Partido | Votos  | %     | Resultado                                              |
| ------------------------------------ | ------- | ------ | ----- | ------------------------------------------------------ |
| Eugenia Garrido Álvarez de la Rivera | UDI     | 18 023 | 14,73 | Concejal                                               |
| Juan Arriagada Arens                 | DC      | 8060   | 6,59  | Concejal                                               |
| José Molina Sepúlveda                | PPD     | 7828   | 6,40  | Concejal                                               |
| Carlos Gómez González                | RN      | 7485   | 6,12  | Concejal                                               |
| Tomás de Rementería Durand           | PS      | 7206   | 5,89  | Concejal                                               |
| Laura Giannici Natoli                | DC      | 7083   | 5,79  | Concejal                                               |
| Max Bastidas Pinilla                 | PPD     | 6969   | 5,69  | Concejal (Destituido por acusación de fraude al fisco) |
| Andrés Celis Montt                   | RN      | 6872   | 5,62  | Concejal                                               |
| Patrizia Consigliere Bozzolo         | ILB     | 5644   | 4,61  |                                                        |
| Hernán Soto Mendoza                  | PRSD    | 5372   | 4,39  | Concejal (Asume tras destitución de Max Bastidas)      |
| Tito Livio Moggia Munchmeyer         | UDI     | 5068   | 4,14  | Concejal                                               |
| Roberto Muñoz Latorre                | PS      | 4851   | 3.96  | Concejal (Asume tras destitución de Hernán Soto)       |
| Víctor Andaur Golmes                 | PCCh    | 3491   | 2,85  | Concejal                                               |

### Elecciones municipales de 2008
Elecciones municipales de 2008, para el concejo municipal de Viña del Mar 
(Se consideran sólo los 10 candidatos más votados y concejales electos, de un total de 50 candidatos)
| Candidato                            | Pacto                    | Partido  | Votos  | %     | Resultado |
| ------------------------------------ | ------------------------ | -------- | ------ | ----- | --------- |
| Jaime Varas Valenzuela               | Alianza                  | Ind. UDI | 10 028 | 10,48 | Concejal  |
| Eugenia Garrido Álvarez de la Rivera | Alianza                  | UDI      | 9885   | 10,33 | Concejal  |
| Andrés Celis Montt                   | Alianza                  | RN       | 9255   | 9,67  | Concejal  |
| Macarena Urenda Salamanca            | Alianza                  | Ind. UDI | 6004   | 6,27  | Concejal  |
| Rodrigo Kopaitic Valverde            | Alianza                  | RN       | 4757   | 4,97  | Concejal  |
| Pamela Hödar Alba                    | Alianza                  | UDI      | 4186   | 4,37  | Concejal  |
| Laura Giannici Natoli                | Concertación Democrática | PDC      | 4165   | 4,35  | Concejal  |
| Tomás de Rementería Durand           | Concertación Progresista | PPD      | 3940   | 4,11  | Concejal  |
| Víctor Andaur Golmes                 | Juntos Podemos Más       | PCCh     | 3823   | 3,99  | Concejal  |
| Felicindo Tapia Tassara              | Concertación Progresista | PRSD     | 2928   | 3,06  | Concejal  |

### Elecciones municipales de 2012
Elecciones municipales de Chile de 2012, elección de concejales 2012 (Viña del Mar)
| Candidato                            | Pacto                    | Partido | Votos  | %     | Resultado |
| ------------------------------------ | ------------------------ | ------- | ------ | ----- | --------- |
| Mafalda Reginato Bozzo               | Coalición                | UDI     | 16 143 | 15,97 | Concejal  |
| Andrés Celis Montt                   | Coalición                | RN      | 6076   | 6,01  | Concejal  |
| Rodrigo Andrés Kopaitic Valberde     | Coalición                | RN      | 5427   | 5,37  | Concejal  |
| Jaime Varas Valenzuela               | Coalición                | UDI     | 5310   | 5,25  | Concejal  |
| Macarena Urenda Salamanca            | Coalición                | UDI     | 4905   | 4,85  | Concejal  |
| Víctor Andaur Gómez                  | Por un Chile justo       | PCCh    | 4899   | 4,84  | Concejal  |
| Tomás de Rementería Durand           | Por un Chile justo       | PPD     | 4801   | 4,75  | Concejal  |
| Felicindo Tapia Tassara              | Por un Chile justo       | PRSD    | 4655   | 4,60  |           |
| Laura Giannici Natoli                | Concertación Democrática | DC      | 4206   | 4,16  | Concejal  |
| Eugenia Garrido Álvarez de la Rivera | Coalición                | UDI     | 3410   | 3,37  | Concejal  |
| Pamela Hodar Alba                    | Coalición                | UDI     | 3204   | 3,17  | Concejal  |

### Elecciones municipales de 2021
Elecciones municipales de 2021, para el concejo municipal de Viña del Mar
| Candidato                  | Pacto                        | Partido  | Votos | %    | Resultado                                              |
| -------------------------- | ---------------------------- | -------- | ----- | ---- | ------------------------------------------------------ |
| Pablo González Vega        | Chile Digno verde y soberano | PCCh     | 2.493 | 2,01 | Concejal                                               |
| Nicolás López Pimentel     | Chile Digno verde y soberano | PCCh     | 4.025 | 3,25 | Concejal                                               |
| Carlos Williams Arriola    | Chile Vamos                  | RN       | 6.412 | 5,17 | Concejal reelecto                                      |
| Alejandro Aguilera Moya    | Frente Amplio                | CS       | 5.382 | 4,34 | Concejal                                               |
| Nancy Diaz Soto            | Frente Amplio                | Ind.-RD  | 3.577 | 2,89 | Concejala                                              |
| René Lues Escobar          | Unidos por la Dignidad       | DC       | 3.901 | 3,15 | Concejal                                               |
| Tomás de Rementería Durand | Unidad por el Apruebo        | PPD      | 2.401 | 1,94 | Concejal                                               |
| Sandro Puebla Veas         | Unidad por el Apruebo        | Ind.-PS  | 5.584 | 4,51 | Concejal reelecto                                      |
| Virginia Reginato Bozzo    | Chile Vamos                  | UDI      | 7.095 | 5,72 | Concejala (Destituida por notable abandono de deberes) |
| Antonia Scarella Chamy     | Chile Vamos                  | Ind.-UDI | 2.657 | 2,14 | Concejala                                              |
| Jorge Martínez Arroyo      | Chile Vamos                  | UDI      | 2.637 | 2,13 | Concejal (Asume tras destitución de Virginia Reginato) |